# 尾後あすか
尾後 あすか（おご あすか、1982年4月7日 - ）は、日本の女優。大阪府出身。かつては東京宝映テレビ株式会社に所属していた。

## 出演

### テレビドラマ
- 連続テレビ小説（NHK)
  - 「純ちゃんの応援歌」第134話 - 第148話・最終話（1989年3月13日 - 3月29日・4月1日） - 速水陽子 役[2]
  - 「春よ、来い」第8話（1994年10月11日）
- 「長七郎江戸日記 第2シリーズ」第50話（1989年4月25日、日本テレビ）
- 月曜ドラマスペシャル「三つ首塔」（1993年7月15日、TBS)
- 「命燃えて」（1997年9月29日 - 11月28日、TBS） - 西岡亮子 役
- 「ピュア・ラブIII」（2003年9月29日 - 11月21日、TBS）